# Meilleur joueur du monde de rugby à sept World Rugby
Pour un article plus général, voir Prix World Rugby.
Le meilleur joueur du monde de rugby à sept World Rugby (anciennement meilleur joueur du monde de rugby à sept IRB) est une récompense honorant les plus grands joueurs internationaux de rugby à sept. Décerné en 2004 pour la première fois par l'International Rugby Board (IRB, actuel World Rugby), il récompense à l'automne chaque année la personnalité qui a apporté sa contribution particulière au jeu et aux résultats de son équipe nationale.

## Histoire
Le trophée est créé en 2004. L'Anglais Simon Amor devient le prix lauréat.
En 2018, l'Américain Perry Baker devient le premier joueur à remporter deux fois le titre, après sa première victoire l'année précédente.
En 2024, le Français Antoine Dupont devient le premier joueur à recevoir ce prix alors qu'il a déjà été nommé meilleur joueur du monde en rugby à XV en 2021.

## Lauréats
| Année | Vainqueur          | Équipe           | Nommés                   | Nommés                   | Sources |
| ----- | ------------------ | ---------------- | ------------------------ | ------------------------ | ------- |
| 2004  | Simon Amor         | Angleterre       | Lucio Lopez Fleming      | Lucio Lopez Fleming      | [ 2 ]   |
| 2004  | Simon Amor         | Angleterre       | Ben Gollings             |                          | [ 2 ]   |
| 2005  | Orene Ai'i         | Nouvelle-Zélande | Amasio Valence           | Amasio Valence           | [ 3 ]   |
| 2005  | Orene Ai'i         | Nouvelle-Zélande | Neumi Nanuku             |                          | [ 3 ]   |
| 2006  | Uale Mai           | Samoa            | Stefan Basson            | Stefan Basson            | [ 4 ]   |
| 2006  | Uale Mai           | Samoa            | Mathew Tait              |                          | [ 4 ]   |
| 2007  | Afeleke Pelenise   | Nouvelle-Zélande | Mikaele Pesamino         | Mikaele Pesamino         | ,       |
| 2007  | Afeleke Pelenise   | Nouvelle-Zélande | DJ Forbes                |                          | ,       |
| 2008  | DJ Forbes          | Nouvelle-Zélande | Uale Mai                 | Uale Mai                 | [ 7 ]   |
| 2008  | DJ Forbes          | Nouvelle-Zélande | Fabian Juries            |                          | [ 7 ]   |
| 2009  | Ollie Phillips     | Angleterre       | Collins Injera           | Humphrey Kayange         | [ 8 ]   |
| 2009  | Ollie Phillips     | Angleterre       | Emosi Vucago             | Mpho Mbiyozo             | [ 8 ]   |
| 2009  | Ollie Phillips     | Angleterre       | Renfred Dazel            |                          | [ 8 ]   |
| 2010  | Mikaele Pesamino   | Samoa            | Lolo Lui                 | Lolo Lui                 | ,       |
| 2010  | Mikaele Pesamino   | Samoa            | Ben Gollings             |                          | ,       |
| 2010  | Mikaele Pesamino   | Samoa            | Alafoti Fa’osiliva       |                          | ,       |
| 2011  | Cecil Afrika       | Afrique du Sud   | Tomasi Cama Junior       | Tomasi Cama Junior       | [ 11 ]  |
| 2011  | Cecil Afrika       | Afrique du Sud   | Tim Mikkelson            |                          | [ 11 ]  |
| 2012  | Tomasi Cama Junior | Nouvelle-Zélande | Mat Turner               | Mat Turner               | [ 12 ]  |
| 2012  | Tomasi Cama Junior | Nouvelle-Zélande | Frank Halai              |                          | [ 12 ]  |
| 2013  | Tim Mikkelson      | Nouvelle-Zélande | Afa Aiono                | Willy Ambaka             | [ 13 ]  |
| 2013  | Tim Mikkelson      | Nouvelle-Zélande | Cornal Hendricks         | Gillies Kaka             | [ 13 ]  |
| 2013  | Tim Mikkelson      | Nouvelle-Zélande | Joji Raqamate            | Frankie Horne            | [ 13 ]  |
| 2013  | Tim Mikkelson      | Nouvelle-Zélande | Dan Norton               | –                        | [ 13 ]  |
| 2014  | Samisoni Viriviri  | Fidji            | Kyle Brown               | Kyle Brown               | [ 14 ]  |
| 2014  | Samisoni Viriviri  | Fidji            | Tim Mikkelson            |                          | [ 14 ]  |
| 2014  | Samisoni Viriviri  | Fidji            | Tom Mitchell             |                          | [ 14 ]  |
| 2015  | Werner Kok         | Afrique du Sud   | Semi Kunatani            | Semi Kunatani            | [ 15 ]  |
| 2015  | Werner Kok         | Afrique du Sud   | Seabelo Senatla          |                          | [ 15 ]  |
| 2016  | Seabelo Senatla    | Afrique du Sud   | Osea Kolinisau           | Osea Kolinisau           | [ 16 ]  |
| 2016  | Seabelo Senatla    | Afrique du Sud   | Virimi Vakatawa          |                          | [ 16 ]  |
| 2017  | Perry Baker        | États-Unis       | Roscko Speckman          | Roscko Speckman          | [ 17 ]  |
| 2017  | Perry Baker        | États-Unis       | Jerry Tuwai              |                          | [ 17 ]  |
| 2018  | Perry Baker        | États-Unis       | Ben O'Donnell            | Ben O'Donnell            | [ 18 ]  |
| 2018  | Perry Baker        | États-Unis       | Jerry Tuwai              |                          | [ 18 ]  |
| 2019  | Jerry Tuwai        | Fidji            | Folau Niua               | Folau Niua               | [ 19 ]  |
| 2019  | Jerry Tuwai        | Fidji            | Stephen Tomasin          |                          | [ 19 ]  |
| 2020  | Non décerné        |                  |                          |                          |         |
| 2021  | Marcos Moneta      | Argentine        | Napolioni Bolaca         | Napolioni Bolaca         | [ 20 ]  |
| 2021  | Marcos Moneta      | Argentine        | Scott Curry              |                          | [ 20 ]  |
| 2021  | Marcos Moneta      | Argentine        | Jiuta Wainiqolo          |                          | [ 20 ]  |
| 2022  | Terry Kennedy (en) | Irlande          | Nick Malouf              | Kaminieli Rasaku         | [ 21 ]  |
| 2022  | Terry Kennedy (en) | Irlande          | Corey Toole              |                          | [ 21 ]  |
| 2023  | Rodrigo Isgró      | Argentine        | Leroy Carter             | Marcos Moneta            | [ 22 ]  |
| 2023  | Rodrigo Isgró      | Argentine        | Akuila Rokolisoa         |                          | [ 22 ]  |
| 2024  | Antoine Dupont     | France           | Aaron Grandidier-Nkanang | Aaron Grandidier-Nkanang | [ 23 ]  |
| 2024  | Antoine Dupont     | France           | Terry Kennedy            |                          | [ 23 ]  |

## Statistiques
Nombre de meilleurs joueurs par équipe nationale :
| Nation           | Nombre |
| ---------------- | ------ |
| Nouvelle-Zélande | 5      |
| Afrique du Sud   | 3      |
| Angleterre       | 2      |
| Samoa            | 2      |
| États-Unis       | 2      |
| Fidji            | 2      |
| Argentine        | 2      |
| Irlande          | 1      |
| France           | 1      |